# Patrizia Gori
Patrizia Gori (* 1950 in Rom) ist eine italienische Schauspielerin.

## Wirken
Gori war als Schauspielerin in den siebziger und zu Beginn der achtziger Jahre vorwiegend in italienischen, aber auch in französischen Film- und Fernsehproduktionen aktiv. Einige ihrer bekannten Filmpartner waren u. a. Adriano Celentano, Henry Silva, Ilona Staller und Horst Janson.
Alternativ gebrauchte Namensformen waren Patricia Gori und Patricia Gore.

## Filmografie
- 1970: Priester – Du sollst nicht ohne Liebe leben (Il prete sposato)
- 1972: Paura
- 1973: Zinksärge für die Goldjungen
- 1973: Hilfe ich bin spitz…e! (Rugantino)
- 1974: Die Rache des Paten (Quelli che contano)
- 1974: L'eredità dello zio buonanima
- 1975: Foltergarten der Sinnlichkeit (Emanuelle e Françoise (Le sorelline))
- 1975: L'educanda
- 1975: Un urlo dalle tenebre
- 1975: Roma drogata: la polizia non può intervenire
- 1975: Le dolci zie
- 1975: Calore in provincia
- 1976: Emanuela – Dein wilder Erdbeermund (Inhibition)
- 1976: Stangata in famiglia
- 1976: Le due orfanelle
- 1977: I vizi morbosi di una governante
- 1977: La sorprendente eredità del tonto di mammà
- 1977: Elsa Fräulein SS
- 1978: Bloody Camp (Helga, la louve de Stilberg)
- 1978: Krieg der Roboter (La guerra dei robot)
- 1978: Nathalie rescapée de l'enfer
- 1978: Policeman (Il commissario Verrazzano)
- 1979: Gamines à tout faire
- 1979: Belli e brutti ridono tutti
- 1980: Un uomo da ridere (Fernsehserie, 2 Folgen)
- 1981: L’assassino ha le ore contate (Fernsehserie)
- 1982: Le Professeur Raspoutine